# Rödskäggig biätare
Rödskäggig biätare (Nyctyornis amictus) är en fågel i familjen biätare inom ordningen praktfåglar.

## Utseende och läte
Rödskäggig biätare är en omisskännlig gnistrande grön biätare med ett rött ”skägg” som egentligen går hela vägen från hjässan ner till buken. Sången är unik, en fallande serie med grodlika kväkningar.

## Utbredning och systematik
Fågeln förekommer på Malackahalvön, Sumatra och Borneo. Den behandlas som monotypisk, det vill säga att den inte delas in i några underarter.

## Levnadssätt
Rödskäggig biätare hittas i skogsområden i lågland och lägre bergstrakter. Där gör den utfall från en sittplats i trädens mellersta och övre skikt för att fånga flygande insekter. Trots fågelns färgglada fjäderdräkt kan den vara förvånansvärt svår att få syn på. 

## Status och hot
Arten har ett stort utbredningsområde, men tros minska i antal, dock inte tillräckligt kraftigt för att den ska betraktas som hotad. Internationella naturvårdsunionen IUCN listar därför arten som livskraftig (LC).